# Dissopachys pulvinata
Dissopachys pulvinata är en skalbaggsart som beskrevs av Edmund Reitter 1886. Dissopachys pulvinata ingår i släktet Dissopachys och familjen långhorningar.
Artens utbredningsområde är:
- Iran.
- Turkmenistan.

Inga underarter finns listade i Catalogue of Life.